# Apyretina
Apyretina Strand, 1929 è un genere di ragni appartenente alla famiglia Thomisidae.

## Distribuzione
Le cinque specie note di questo genere sono diffuse in Madagascar

## Tassonomia
Non sono stati esaminati esemplari di questo genere dal 1929.
A giugno 2014, si compone di cinque specie:
- Apyretina catenulata (Simon, 1903) — Madagascar
- Apyretina nigra (Simon, 1903) — Madagascar
- Apyretina pentagona (Simon, 1895)[2] — Madagascar
- Apyretina quinquenotata (Simon, 1903) — Madagascar
- Apyretina tessera (Simon, 1903) — Madagascar